# Paul Allard
Paul Allard (Rouen, 15 settembre 1841 – Senneville-sur-Fécamp, 1916) è stato uno storico delle religioni francese.
Avvocato a Rouen, studiò a Roma. Si dedicò all'archeologia cristiana e alla storia della Chiesa nei primi secoli.
Fu direttore della Revue des questions historiques dal 1904 al 1914.

## Opere
- Histoire des persécutions (1884-1890)
- Le christianisme et l'empire romain de Néron à Théodose (1897)
- Julien l'Apostate (1900-1903)